# Ермошкин, Василий Дмитриевич
Васи́лий Дми́триевич Ермо́шкин (24 сентября 1928—2004) — бригадир горнорабочих шахты «Таёжная», г. Гремячинск. Герой Социалистического Труда.

## Биография
Родился 24 сентября 1928 года в деревне Духонькино Торбеевского района Мордовской АССР.
Накануне Великой Отечественной войны Ермошкина-старшего, шахтера, перевели в Кизеловский бассейн Пермской области на новую шахту. По примеру отца, сыновья тоже выбрали профессию шахтера. С 1947 года В. Д. Ермошкин работал на шахте № 2 «Капитальная», потом на шахте № 76 треста «Гремячинскуголь». Возглавлял бригаду проходчиков. Его коллектив уверенно выходил победителем в соревновании. В обычных условиях бригада Ермошкина давала в месяц до 130 метров проходки, что значительно больше плана. Она участвовала в соревновании за так называемый уральский час, когда сменное задание выполняется на час раньше срока, а в оставшееся время на-гора идет сверхплановая продукция. Семилетний план бригада завершила за шесть лет.
Звание Героя Социалистического Труда присвоено в 1966 году.
В 1970-е годы Ермошкин руководил комплексной бригадой рабочих очистного забоя, 10 лет перед выходом на пенсию был диспетчером.
Активно участвовал в общественной жизни. Был делегатом XXII съезда КПСС, в 1974 году избирался депутатом Верховного Совета СССР.
Награждён орденами Ленина, Трудового Красного Знамени. Почётный гражданин г. Гремячинска.
Умер в 2004 году.